# Zapadna unija
Zapadna unija (eng. Western Union, skr. WU) ili Organizacija briselskog ugovora (eng. Brussels Treaty Organisation, BTO) bio je europski vojni savez Francuske, Ujedinjenoga Kraljevstva i triju zemalja Beneluksa uspostavljen u rujnu 1948. godine provedbom Briselskog ugovora potpisana u ožujku iste godine. Ovim su se ugovorom potpisnice (tzv. pet sila) složile oko zajedničke obrambene, političke, gospodarske i kulturne suradnje.
Tijekom Korejskoga rata (1950. – 1953.) sjedište i osoblje obrambenoga krila Zapadne unije Western Union Defense Organization (WUDO) prebačeni su u novoosnovanu Organizaciju Sjevernoatlantskoga saveza (NATO) tvoreći tako jezgru europske polovice NATO-ove zapovjedne strukture: Vrhovno sjedište savezničkih snaga u Europi. Kao posljedica neuspjeha ratificiranja Europske obrambene zajednice 1954. odluke Londonske i Pariške konferencije dovele su do potpisivanja Izmijenjenoga briselskog ugovora (MTB) kojim se Zapadna unija pretvorila u Zapadnoeuropsku uniju (WEU), a pridružile su joj se Italija i Zapadna Njemačka. Budući da su uloge Zapadnoeuropske unije na prijelazu u 21. stoljeće prenesene u sustav Europske sigurnosne i obrambene politike (ESDP) Europske unije (EU), Zapadna unija smatra se pretečom i NATO-a i vojnoga krila EU-a.

## Povijest

### Pozadina
Nakon Drugoga svjetskog rata postojali su strahovi od obnove njemačkih pretenzija, a 4. ožujka 1947. Francuska i Ujedinjeno Kraljevstvo potpisale su Dunkirški ugovor kao Ugovor o savezništvu i uzajamnoj pomoći u slučaju mogućega napada.
U svojemu govoru u Donjem domu 22. siječnja 1948. britanski ministar vanjskih poslova Ernest Bevin pozvao je na proširenje Dunkirkskoga ugovora na zemlje Beneluxa, udarivši tako temelje organizaciji Zapadne unije. Cilj je bio konsolidirati Zapadnu Europu i stvoriti pretpostavke o možebitnomu uključivanju Italije, a zatim i Njemačke u Uniju.
Pregovaračka konferencija održana je 4. ožujka 1948., nekoliko dana nakon Čehoslovačkoga puča. Tri manje zemlje uspjele su uvjeriti ostale na pristanak koncepcije automatske i neposredne međusobne pomoći u slučaju agresije, te na ideju o osnivanju višedržavne organizacije (multilateralnoga saveza u skladu s člankom 51. Povelje Ujedinjenih naroda).
Zapadna unija namjeravala je Zapadnoj Europi pružiti zaštitu protiv komunističke prijetnje i uspostaviti sustav veće zajedničke sigurnosti.

### Osnutak
Briselski ugovor potpisan je 17. ožujka 1948. između Belgije, Francuske, Luksemburga, Nizozemske i Ujedinjenoga Kraljevstva i bio je proširenje prošlogodišnjega Dunkirkskog ugovora potpisanog između UK-a i Francuske. 
Premda se Ugovor ograničava na „suradnju“ između ugovornih strana, „koja će se ostvarivati putem Savjetodavnog vijeća iz članka VII., Kao i putem drugih tijela“, u praksi se on nazivao Zapadna unija ili Organizacija Briselskog ugovora.

### Kanibalizacija i marginalizacija
Kad je podjela Europe na dva suprotstavljena tabora postala neizbježna, sovjetska prijetnja postala je mnogo važnija od prijetnje ponovna njemačka naoružavanja. Zapadna je Europa stoga tražila novi pakt o međusobnoj obrani koji uključuje u takav savez moćnu vojnu silu kao što je SAD. Sjedinjene Američke Države politički su i diplomatski odgovorile s ciljem suzbijanja utjecaja SSSR-a. Krajem ožujka 1949. započeli su tajni sastanci između američkih, kanadskih i britanskih dužnosnika kako bi započeli pregovore koji su doveli do potpisivanja Sjevernoatlantskoga ugovora 4. travnja 1949. u Washingtonu.
Potreba da se podupiru obveze Sjevernoatlantskoga ugovora odgovarajućim političkim i vojnim strukturama dovela je do stvaranja Organizacije Sjevernoatlantskoga ugovora (NATO). Dana 20. prosinca 1950. Savjetodavno vijeće sila Briselskog ugovora odlučila je spojiti vojnu organizaciju Zapadne unije u NATO. U prosincu 1950., imenovanjem generala Eisenhowera za prvoga vrhovnog zapovjednika savezničkih snaga u Europi (SACEUR), članovi Briselskog ugovora odlučili su prenijeti sjedište, osoblje i planove Obrambene organizacije Zapadne unije (WUDO) u NATO. NATO-ovo Vrhovno sjedište savezničkih snaga Europe (SHAPE) preuzelo je odgovornost za obranu Zapadne Europe, dok je fizičko sjedište u Fontainebleauu pretvoreno u NATO-vo sjedište savezničkih snaga u Srednjoj Europi (AFCENT). Feldmaršal Bernard Montgomery podnio je 31. ožujka 1951. ostavku na mjesto predsjednika WUDO-ovog Odbora za kopnene, pomorske i zračne snage, te je 1. travnja 1951. preuzeo dužnost zamjenika vrhovnoga zapovjednika savezničkih snaga u Europi (DSACEUR).
Osnivanje NATO-a, zajedno s potpisivanjem niza ugovora o osnivanju Organizacije za europsku gospodarsku suradnju (travanj 1948.), Sjevernoatlantskoga saveza (travanj 1949.), Vijeća Europe (svibanj 1949.) i Europske zajednice za ugljen i čelik (travanj 1951.), lišila je Zapadnu uniju većega dijela svojih ovlasti.

### Prelazak u Zapadnoeuropsku uniju
Osnivački ugovor Zapadne unije u Bruxellesu izmijenjen je na Pariškoj konferenciji 1954. kao rezultat odbijanja ratificiranja Ugovora o osnivanju Europske obrambene zajednice (EDC) od strane Francuske. Opći ugovor (njem.: Deutschlandvertrag) iz 1952. službeno se pozivao na ratificiranje EDC-a kao preduvjet završetkasavezničke okupacije Njemačke, a postojala je i želja uključivanja Njemačke u zapadnu obrambenu arhitekturu. Izmijenjeni briselski ugovor (MBT) pretvorio je Zapadnu uniju u Zapadnoeuropsku uniju (WEU), nakon čega su primljene Italija i Njemačka. Iako je novouspostavljena Zapadnoeuropska unija bla znatno manje moćna i ambiciozna od izvorne Zapadne unije, njemačko članstvo u WEU-u smatralo se dovoljnim za prestanak okupacije zemlje, u skladu s Općim ugovorom.
Društveni i kulturni aspekti Unije preneseni su na Vijeće Europe kako bi se izbjeglo stvaranje dvostrukih funkcija i odgovornosti u Europi.

## Društvena i kulturna inicijativa
Briselski ugovor sadržavao je kulturne i društvene klauzule i koncepte za uspostavu »Savjetodavnoga vijeća«. Temelj za to bio je taj da bi suradnja između zapadnih nacija imala za cilj zaustavljanje širenja komunizma.

## Obrambeni savez
Od travnja 1948. države članice Zapadne unije odlučile su osnovati vojnu agenciju pod imenom Western Union Defense Organization (WUDO). WUDO je službeno osnovan 27. - 28. rujna 1948.
Cilj WUDO-a bio je osiguranje koordinacije obrane između pet sila u vojnom i logističkom smislu, proučavanje taktičkih problema obrane Zapadne Europe, te uspostava okvira na kojemu bi se, u slučaju bilo kakve nužde, mogla uspostaviti zapovjedna struktura.
Briselski ugovor sadržavao je klauzulu o uzajamnoj obrani kako je navedeno u članku IV.:
Članak V. utvrđuje obveze članica Ugovora na suradnju s Vijećem sigurnosti Ujedinjenih naroda radi očuvanja međunarodnoga mira i sigurnosti, a članak VI. definira obvezu ugovornih stranki o nesklapanju ugovora s trećim stranama koji su u suprotnosti s Briselskim ugovorom.

## Vanjske poveznice

### Sestrinski projekti
|  | Zajednički poslužitelj ima još gradiva o temi Zapadna unija |

### Mrežna mjesta
- Povijest Zapadne unije (engl.), European Navigator
- Međunarodni vodič za mlade Zapadne unije (1951.) (engl.)
- Rezolucija Britanskoga parlamenta (18. veljače 1957.) (engl.)
- Organizacija briselskog ugovora (1948. – 1952.) (engl.)
- NATO Facts and Figures 1989 (engl.)
- Pismohrana (engl.)
- Članak u časopisu Life (25. travnja 1949.) (engl.)
- London Illustrated News (engl.)  Arhivirana inačica izvorne stranice od 1. kolovoza 2018. (Wayback Machine)
  - 26. ožujka 1949. i  2. travnja 1949.
- Locations 1
- Locations 2
- Montgomery u posjetu Chateau des Fougeresu (fotografija)
- Povijest SHAPE-a (engl.) na stranicama NATO-a
- Memorandum by the Joint Chiefs of Staff to the Secretary of Defense (Forrestal)
- Operacija Bulldog
- Očuvanje mira
- A Community of Interests: NATO and the Military Assistance Program, 1948-1951  Arhivirana inačica izvorne stranice od 18. kolovoza 2022. (Wayback Machine)
- Sporazum s Vijećem Europe (1951.)
- Clip